# Jeux Robert Laffont
Pour les articles homonymes, voir Laffont.
Jeux Robert Laffont était un éditeur de jeux de société, appartenant à la maison d'édition Robert Laffont et basé en France.
La production des jeux Robert Laffont était surtout centrée sur les jeux éducatifs ou littéraires ainsi que sur les adaptations de jeux télévisés d'Armand Jammot.

## Quelques jeux édités
- Le compte est bon, ??, Armand Jammot
- Le Jeu du berger, 1979
- Drakkar, 1980, Max Gerchambeau